# Половые преступления
Половы́е, или сексуа́льные преступле́ния в наиболее общем виде можно определить как запрещённые уголовным законодательством общественно опасные деяния, суть которых заключается в грубом нарушении сложившегося в обществе нормального уклада в области половых отношений, а также норм нравственности в сфере взаимоотношений полов.
Объект посягательства в половых преступлениях имеет сложный и комплексный характер. В первую очередь, в него входят такие интересы и блага, как половая свобода личности и половая неприкосновенность лиц, считающихся неспособными дать осознанное согласие на вступление в половые отношения. Кроме того, половые преступления посягают на нормальное физическое или психическое развитие несовершеннолетних (в случае, когда они являются потерпевшими от посягательств), жизнь и здоровье, честь и достоинство личности. Кроме того, в отдельных видах половых преступлений на первое место выходят такие объекты посягательства, как сложившийся в обществе нормальный уклад в области половых отношений, а также нравственный климат общества.

## Общие тенденции регламентации половых преступлений в современном уголовном праве
Ответственность за половые преступления (в частности, изнасилование и инцест) предусматривалась уже в древнейших памятниках права. По мере появления и распространения таких мировых религий, как иудаизм, христианство и ислам, половые преступления стали рассматриваться прежде всего как грех, нарушение религиозных норм.
Начиная с эпохи Нового времени, для уголовно-правовых норм, устанавливающих ответственность за половые преступления, характерна секуляризация и либерализация. Понимание половых преступлений как посягательств прежде всего на религиозные или, в более широком контексте, нравственные нормы теряет свои позиции. Для современного уголовного права характерна криминализация лишь тех половых преступлений, которые непосредственно посягают на интересы конкретной личности. Такие деяния, как прелюбодеяние, инцест между совершеннолетними лицами, добровольное мужеложство во многих странах декриминализованы. Отчасти это касается и деяний, связанных с оборотом порнографии.
Ещё одной тенденцией, которая находит своё отражение в законодательстве многих государств, является устранение гендерного неравенства в сфере уголовно-правовой охраны половой сферы. Так, если традиционно в различных правовых системах потерпевшими от большинства половых преступлений могли быть лишь женщины, то в настоящее время для уголовного права характерно признание равного права полов на охрану половой свободы и половой неприкосновенности.
Кроме того, общей для современного уголовного права тенденцией является усиление охраны интересов нормального развития и воспитания несовершеннолетних, в том числе защиты их от сексуального насилия и сексуальной эксплуатации.
В то же время, уголовное право различных государств в сфере ответственности за половые преступления имеет существенные отличия. На формулирование уголовно-правовых норм, устанавливающих признаки половых преступлений, большое влияние оказывают исторические традиции, характерные для соответствующей правовой системы, особенности нравственных норм, присущих обществу, сложившемуся в конкретном государстве в конкретный исторический период и т. д.
Уголовное право некоторых стран развивается в направлении, противоположном описанным выше тенденциям. Так, в ходе реисламизации уголовного права мусульманских стран, который начался в 1970-х годах, была восстановлена модель криминализации половых преступлений, построенная на религиозных предписаниях Корана. В частности, особо строгие наказания, вплоть до смертной казни, устанавливаются за такие преступления, как изнасилование, прелюбодеяние, мужеложство. В то же время, отрицается право женщины на половую свободу в браке.

## Место половых преступлений в системе уголовного законодательства
Как правило, в современных уголовных кодексах половые преступления выделяются как самостоятельная группа. Однако общего решения вопроса о месте данной группы в системе уголовного законодательства не существует. Не существует даже единых подходов к законодательному обозначению данной группы преступлений (термин «половые преступления» используется в основном в уголовно-правовой теории).
| Страны                                                                 | Название |
| ---------------------------------------------------------------------- | --- |
| Азербайджан, Кыргызстан, РФ, Украина                                   | Преступления против половой неприкосновенности и половой свободы личности                                                |
| Армения                                                                | Преступления против половой неприкосновенности и половой свободы                                                         |
| Белоруссия, Таджикистан                                                | Преступления против половой неприкосновенности или половой свободы                                                       |
| Грузия                                                                 | Преступления против половой свободы и неприкосновенности                                                                 |
| Литва                                                                  | Преступления и уголовные проступки против свободы сексуального самоопределения и сексуальной неприкосновенности человека |
| Германия, Эстония                                                      | Преступления против полового самоопределения                                                                             |
| Боливия, Испания, Перу, Румыния, Сальвадор                             | Преступления против половой свободы                                                                                      |
| Израиль, Турция, Швейцария                                             | Преступления против половой неприкосновенности                                                                           |
| Колумбия                                                               | Преступления против половой свободы, половой неприкосновенности и полового воспитания                                    |
| Куба                                                                   | Преступления против нормального развития половых отношений                                                               |
| Федеральный округ Мексики                                              | Преступления против половой свободы, половой безопасности и нормального психосексуального развития                       |
| Латвия                                                                 | Преступные деяния против нравственности и половой неприкосновенности                                                     |
| Латвия                                                                 | Преступные деяния против половой свободы и нравственности                                                                |
| Франция                                                                | О сексуальных агрессиях                                                                                                  |
| Македония, Хорватия                                                    | Преступления против половой свободы и половой морали                                                                     |
| Австрия, Алжир, Вануату, Замбия, Индонезия, Нидерланды, Тунис, Эфиопия | Преступные деяния против (общественной) нравственности                                                                   |
| Венгрия                                                                | Преступления против половой морали                                                                                       |
| Судан                                                                  | Преступления, связанные с честью, репутацией и общественной нравственностью                                              |
| Бельгия                                                                | О посягательствах на половую неприкосновенности и об изнасиловании                                                       |
| Болгария                                                               | Разврат |
| Албания, Дания, Новая Зеландия, Финляндия, некоторые штаты США         | Половые преступления |
| Молдова                                                                | Преступления, относящиеся к половой сфере                                                                                |
| Туркменистан                                                           | Преступления в сфере половых отношений                                                                                   |
| Андорра                                                                | Преступления, связанные с сексуальным поведением                                                                         |
| Норвегия, Таиланд                                                      | Преступления сексуального характера                                                                                      |

В ряде государств (Вьетнам, Индия, Казахстан, КНР, Сан-Марино, Словакия) половые преступления не выделяются в самостоятельный раздел законодательства. Как правило, при этом они включаются в раздел, касающийся посягательств на личность: так, в Казахстане это глава «Преступления против личности», во Вьетнаме — глава «Преступления против жизни, здоровья, достоинства и чести человека», в Индии — глава «О преступлениях, затрагивающих человеческое тело»).
На выбор названия соответствующего раздела оказывают влияние не только соображения юридической техники и правовые учения о половых преступлениях, но и особенности исторического и культурного развития определённого государства. Так, если для государств европейской цивилизации типично указание на половую свободу как объект посягательства половых преступлений, то для мусульманских государств «половая свобода» немыслима как объект уголовно-правовой охраны. При обсуждении УК Турции 2004 года под давлением консервативных слоёв общества авторы УК были вынуждены отказаться от обозначения половых преступлений как «преступлений против сексуальной свободы». В связи с этим в литературе отмечалось, что для многих граждан Турции понятие «сексуальная свобода» всё ещё неразрывно связано с сексуальной распущенностью.
Таким образом, можно выделить два основных подхода к рассмотрению места половых преступлений в системе законодательства и, следовательно, к определению их объекта. Первый, традиционалистский, исходит из того, что первичным в такого рода посягательствах является нарушение нравственных норм. Второй, более современный, предполагает, что половые преступления посягают в первую очередь на личность, её права и свободы.
Что касается уровня соответствующего раздела в системе уголовного законодательства, здесь также нет единства. На первый уровень (родовой объект) в структуре Особенной части половые преступления выделены в УК Австрии, Аргентины, Федерации Боснии и Герцеговины, Германии, Дании, Индонезии, Испании, Италии, Колумбии, Латвии, Литвы, Македонии, Молдовы, Нидерландов, Норвегии, Польши, Сальвадора, Украины, Швейцарии, Японии. Ко второму уровню (видовой объект) половые преступления отнесены УК почти всех государств СНГ, Албании, Болгарии, Израиля, Португалии, Румынии. Наконец, во Франции половые преступления помещены на третий уровень структуры уголовного законодательства (групповой объект).
В некоторых странах (Парагвай, Узбекистан, Франция) посягательства на половую неприкосновенности несовершеннолетних выделяются из общей группы половых преступлений. Так, в УК Парагвая нормы о посягательствах на половую сферу содержатся в главах «Преступления против полового самоопределения» и «Преступления против несовершеннолетних». В УК Узбекистана они включены в главы «Преступления против половой свободы» и «Преступления против семьи, молодёжи и нравственности».

## Характеристика половых преступлений
Как уже было сказано выше, различные подходы к криминализации половых преступлений, к пониманию их объекта, принятые в разных государствах, определяют наличие существенных отличий в формулировках уголовного законодательства, относящихся к половым преступлениям. В различных обществах и государствах по-своему регулируются запреты того или иного сексуального поведения.
Так, в ряде стран, как и в РФ, в отдельную статью Уголовного кодекса выделяется изнасилование лиц женского пола со стороны лиц мужского пола. Одновременно в этих странах существует статья, предусматривающая наказание за сексуальное насилие по отношению к лицам мужского пола, а также за насилие со стороны женщин, аналогичная ст. 132 УК РФ.
В других странах статья «Изнасилование» отсутствует, предусмотрено наказание за любое сексуальное насилие по отношению к лицам обоих полов со стороны, как лиц мужского, так и женского пола (почти аналог ст. 132 УК РФ, за исключением того, что ст. 132 УК РФ не включает в себя сексуальное насилие с введением полового члена во влагалище).
В третьих странах в Уголовном кодексе предусмотрена ответственность за сексуальное насилие только над женщиной. Например, в Уголовном кодексе Мавритании записано: «Уголовный кодекс как изнасилование считает любой акт, осуществленный с женщиной без её согласия».
В некоторых странах под изнасилованием понимают половое сношение обманным путём, например, с неисполнением обещания жениться; равно, если мужчина воспользовался состоянием сна женщины, в котором она приняла его за своего мужа и т. п. Исламские фундаменталисты считают преступным любое половое сношение вне брака. Часть государств покушение на изнасилование преступлением не признаёт.
Иногда в понятие «изнасилование» включают пенильно-вагинальный контакт (половой акт с введением мужского полового члена в женское влагалище) либо пенильное проникновение в иное естественное отверстие тела лица, не достигшего определённого возраста.
В то же время, общим для большинства государств является квалификация следующих деяний:
- изнасилование и (или) иные насильственные действия сексуального характера;
- половое сношение с лицом, не достигшим возраста согласия.

Кроме того, в законодательстве многих стран встречаются также такие преступления, как понуждение к действиям сексуального характера и развратные действия в отношении несовершеннолетних. Однако здесь законодательные различия достаточно велики. В тех странах, где самостоятельные составы данных преступлений отсутствуют, нередко применяются более общие нормы.
Из-за того, что в мире имеются определённые различия в понимания основного объекта половых преступлений, в ряде стран к половым преступлениям относят занятие проституцией (Аргентина, Белоруссия, Германия, Дания, Испания, Испания, Польша, Португалия, Таиланд, Туркменистан, Швейцария), распространение порнографии (Австрия, Аргентина, Германия, Испания, Швейцария, Таиланд), и т. п., в других (в том числе и в России) — это не половые преступления, а преступления против здоровья населения и общественной нравственности.
Другим деянием, которое в ряде стран отнесено к числу половых преступлений (Великобритания, Германия, Дания, Доминиканская Республика, Португалия, Швейцария), а в других странах является преступлением против общественной нравственности, является публичное совершение непристойных действий. Законодательные различия здесь также велики. Например, в Австрии наказывается публичное совершение развратных действий, если совершающему их лицу известно о наличии обстоятельств, дающих основания полагать, что его поведение через непосредственное восприятие происходящего другими людьми вызовет обоснованное общественное возмущение. Во Франции же наказуема любая сексуальная эксгибиция, совершаемая специально на глазах у других лиц в месте, доступном для обозрения публикой.
Решение о необходимости криминализации той или иной формы сексуального поведения нередко зависит от религиозных и культурных различий, связанных с параллельной эволюцией различных цивилизационных общностей. Так, составы добровольного мужеложства и прелюбодеяния были характерны для многих государств мира вплоть до начала XX века. В настоящее же время практически все страны, относящиеся к Западной цивилизации, данные деяния декриминализовали, хотя в странах с преобладанием мусульманской религии они остаются преступными.
Добровольное мужеложство признаётся преступлением в Алжире, Афганистане, Бангладеш, Бахрейне, Ботсване, Брунее, Бутане, Египте, Замбии, Зимбабве, Индии, Иране, Йемене, Ливии, Камеруне, Катаре, Кении, Кувейте, Ливане, Маврикии, Мавритании, Малайзии, Марокко, Мозамбике, Мьянме, Намибии, Непале, Нигерии, ОАЭ, Омане, Пакистане, Папуа — Новой Гвинее, Саудовской Аравии, Сингапуре, Сирии, Судане, Танзании, Тонга, Того, Тринидаде и Тобаго, Тувалу, Тунисе, Туркменистане, Уганде, Узбекистане, Эквадоре, Эфиопии и Ямайке. Добровольное лесбиянство признаётся преступлением в Иране, Омане, а также некоторых северных штатах Нигерии.
Некоторые расхождения в подходах к криминализации половых преступлений связаны не с историческими или культурными, а с юридическими традициями. Так, универсально считающийся предосудительным и опасным для общества инцест является преступным деянием в большинстве стран мира. Однако в ряде стран (страны СНГ, кроме Молдовы; Латвия, Литва, Япония, Франция) было принято решение отказаться от криминализации инцеста, вероятно, на том основании, что данный вид сексуально-девиантного поведения является редким, и достаточно социальных запретов для его сдерживания.
Многие страны также признают половым преступлением скотоложество (зоофилию). Традиционно ответственность за данное деяние предусмотрена в государствах англо-американской правовой семьи (так, соответствующие статьи присутствуют в законодательстве Брунея, Бутана, Великобритании, Замбии, Зимбабве, Индии, Канады, Кирибати, Нигерии, Новой Зеландии, Самоа, Сент-Люсии, Сингапура, Тонго, Тринидада и Тобаго, Тувалу, Фиджи, ЮАР и значительного числа штатов США), а также в некоторых странах романо-германской системы (Эквадор, Эфиопия).

## Половые преступления в России

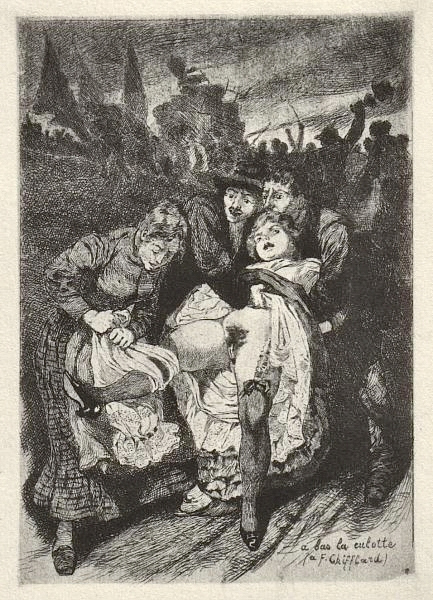
(автор: Martin van Maële 1905)

В современном российском уголовном праве к половым преступлениям относят преступления против половой неприкосновенности и половой свободы личности (глава 18 Уголовного кодекса Российской Федерации 1996 года):
- изнасилование (ст. 131 УК РФ);
- насильственные действия сексуального характера (ст. 132 УК РФ);
- понуждение к действиям сексуального характера (ст. 133 УК РФ);
- половое сношение и иные действия сексуального характера с лицом, не достигшим шестнадцатилетнего возраста (ст. 134 УК РФ);
- развратные действия (ст. 135 УК РФ).

## Виды судебно-медицинской экспертизы при половых преступлениях
При расследовании дел о половых преступлениях, нарушениях или при административных проверках могут быть назначены следующие виды судебно-медицинских экспертиз:
- Установление истинного пола
- Установление половой зрелости
- Установление девственности
- Установление способности к половым отношениям, зачатию и оплодотворению
- Установление беременности и её сроков
- Установление прошлых родов и абортов (при криминальном аборте)
- Судебно-медицинская экспертиза при изнасиловании
- Судебно-медицинская экспертиза в случае развратных действий
- Судебно-медицинская экспертиза при мужеложстве
- Судебно-медицинская экспертиза лиц, подозреваемых в совершении половых преступлений
- Экспертиза при подозрении на заражение венерическими заболеваниями или СПИДом